# Arianna Ferrati
Arianna Ferrati (Firenze, 3 gennaio 1995) è un'ex calciatrice italiana, di ruolo centrocampista.

## Carriera

### Club
Arianna Ferrati cresce calcisticamente nelle giovanili del Firenze con le quali partecipa ai campionati regionali e nazionali di categoria fino al Campionato Primavera nazionale.
I positivi risultati inducono la società a darle fiducia inserendola in rosa con la prima squadra già a 14 anni, nella stagione 2009-2010 che vedrà il Firenze conquistare la prima posizione del Girone B della Serie A2. Nella stagione 2010-2011 alternerà ancora le presenze tra la formazione Primavera e quella titolare per entrare definitivamente in rosa dal campionato 2011-2012.
Nella stagione 2013-2014 si aggiudica la classifica marcatori all'interno della società mettendo a segno 10 delle 46 reti realizzate dal Firenze davanti alla compagna Deborah Salvatori Rinaldi (9). Si è svincolata al termine della stagione 2014-2015 quando il Firenze non si è iscritto al campionato di Serie A, cedendo il proprio titolo sportivo alla neonata Fiorentina.
Dopo un paio di stagioni di inattività, nel corso della stagione 2017-2018 si è accordata con il Vicenza Calcio Femminile, società partecipante al campionato di Serie B. Nella seconda parte della stagione ha subito un infortunio che l'ha costretta a subire un'operazione al crociato anteriore del ginocchio destro, facendole concludere anticipatamente la stagione con 6 presenze e 2 gol.
Confermata anche per la stagione successiva, rientra in campo in primavera contribuendo alla salvezza della formazione biancorossa con una doppietta in occasione dell'ultima giornata di campionato contro il F.C. Como Women.
La stagione 2019-2020, interrotta a causa della pandemia COVID-19, la vede tra le protagoniste della promozione in Serie B con 11 gol in 16 presenze.
Conclude la carriera nel Giugno del 2021 con 22 presenze e 3 reti, non riuscendo ad evitare la retrocessione della squadra dal campionato cadetto.

## Nazionale
Arianna Ferrati viene convocata alle selezioni per le giovanili della nazionale di calcio femminile italiana e gioca la sua prima partita internazionale in una competizione UEFA con la maglia azzurra della Nazionale Under-17 il 9 aprile 2011, incontro disputato contro le pari età della Repubblica Ceca valido per le qualificazioni al secondo turno del campionato europeo di categoria 2011 e pareggiato per 1-1.
Nel maggio 2012 è tra le 28 calciatrici convocate dal coordinatore delle squadre nazionali giovanili femminili Corrado Corradini nel raduno che dal 10 al 14 giugno determinò la rosa della Nazionale Under-20 per disputare in Giappone il Mondiale di categoria 2012. Selezionata per Tokyo, Ferrati viene utilizzata in un'unica occasione nella partita persa per 4-0 nel match disputato a Kobe contro la Nigeria il 26 agosto.
Nell'ottobre 2012 Corradini la convoca nuovamente questa volta nella Nazionale Under-19 per le partite di qualificazione al Campionato europeo 2013 di categoria.

## Palmarès

### Club

#### Competizioni giovanili
- Campionato Primavera (calcio femminile): 1

Firenze: 2012-2013